# Phare du cap Blanco
Pour les articles homonymes, voir Phare du Cap Blanc.
Le phare du cap Blanco est un phare situé sur le cap Blanco, dans Comté de Curry (État de l'Oregon), aux États-Unis.
Ce phare est géré par la Garde côtière américaine, et les phares de l'État de Washington sont entretenus par le District 13 de la Garde côtière  basé à Seattle.
Il se trouve dans le cadre du parc d'État Cape Blanco State Park . Il est inscrit au Registre national des lieux historiques depuis le 21 avril  1993 .

## Histoire
Dans un acte enregistré en 1867, John D. et Mary West ont vendu aux États-Unis un terrain de 19,1 ha. Le Conseil des phares a déterminé que le récif et les îles du cap Blanco étaient dangereux pour le commerce maritime et, par conséquent, la construction d'un phare y a été autorisée.
Durant les trois années suivantes, le phare a été construit sous la direction du lieutenant-colonel Robert Stockton Williamson. Les fournitures ont été commandées et expédiées sur le site. Les briques, étant jugées moins chères à fabriquer sur place, une briqueterie locale a fourni les matériaux requis. Des bâtiments supplémentaires ont été construits en 1909 pour accueillir les familles nombreuses des gardiens.

## Description
C'est une tour cylindrique en maçonnerie, avec galerie et lanterne, de 18 m de haut, attenante à un petit local technique. Le phare est peint en blanc et le dôme de la lanterne est rouge. Les anciens locaux des gardiens ont été détruits. Il est équipé d'une lentille de Fresnel rotative depuis 1936. Celle-ci a été restaurée en 2002. Il émet, à une hauteur focale de 75 m, un éclat blanc toutes les 20 secondes. Sa portée nominale est de 23 milles nautiques (environ 43 km).
Le parc d'État du cap Blanco est ouvert au public et le phare est visitable .
Identifiant : ARLHS : USA-107 - Amirauté : G4432 - USCG : 6-0595.
|            |
| Cap Blanco |

|             |
| La lanterne |

|                    |
| La station en 1943 |

### Lien connexe
- Liste des phares de l'Oregon